# Кривоногов, Юрий Андреевич
Ю́рий Андре́евич Кривоно́гов (род. 15 мая 1941 года, село Старая Криуша, Воронежская область) — советский и украинский инженер-кибернетик, кандидат технических наук, создатель и лидер «Института души „Атма“» («Белое братство»), сотрудничал с секретным отделом советских спецслужб, занимавшимся изучением манипуляций массовым сознанием.

## Биография
Родился 15 мая 1941 года в Воронежской области. По образованию инженер-кибернетик, в 1978 году защитил кандидатскую диссертацию в Харьковском институте радиоэлектроники (тема диссертации связана с системами оперативного диспетчерского управления). Работал в Институте клинической и экспериментальной медицины в Новосибирске, сотрудничал с Николаевским центром психотроники, где под эгидой КГБ готовили «противоядие» от ЦРУшных[стиль] разработок по контролю над разумом. В перестройку внезапно оставил научную карьеру и стал кришнаитом. Через некоторое время покинул «Общество сознания Кришны» и в 1990 году основал собственную организацию «Институт души „Атма“», позднее ставшую известной как «Белое Братство».
Кривоногов со своей женой, бывшей комсомольской активисткой, Мариной Цвигун объявили себя божествами и разработали собственное эклектическое религиозное учение «Юсмалос». Важнейшим элементом этого учения стало напряженное ожидание конца света, когда «дети Сатаны — эммануиловцы» должны погибнуть, а юсмалиане будут вести бесконечную жизнь в раю, который воцарится на земле. Марина Цвигун выступала в качестве «живого бога», названного Марией Дэви Христос, а сам Кривоногов назначил себя «наместником Бога на земле Юоаном Свами» и патриархом «Братства».
Адептов секты убеждали в том, что время существования человечества подходит к концу и именно сейчас необходимо всеми силами сопротивляться Антихристу. Это сопротивление удастся только в том случае, если человек не станет получать образование, работать, участвовать в общественной жизни, держать дома электроаппаратуру, вступать в брак и заводить детей, чтобы не отдавать их потом Антихристу. С помощью методов активного психического воздействия организаторы добивались от своих адептов неистового фанатизма. Рядовых адептов принуждали к продаже квартир в пользу секты. В результате сотни людей, попавших под влияние Кривоноговых, остались без крова. Институт стал стремительно разрастаться, довольно скоро он покинул пределы Украины, где был образован, и распространился по территории России и Белоруссии.
Приход Страшного Суда, после которого для Братства наступит рай на земле, а все остальные люди погибнут в языках пламени, был назначен на осень 1993 года. В ноябре практически все члены секты съехались в Киев, где ожидали встретить конец света, захватили Софийский собор. Кривоногов и Цвигун, а также наиболее активные члены секты были арестованы киевской милицией. В 1996 году Кривоногов и Цвигун приговорены к длительным срокам тюремного заключения: Кривоногов к 7 годам, а Цвигун — к 4 годам лишения свободы.
После освобождения из колонии Кривоногов отказался от «миссионерства» и общения с «братьями», пытался устроиться преподавателем в вуз, позже работал в одном из универмагов Киева. После развода с Цвигун взял фамилию новой жены, став Юрием Сильвестровым.